# Улица Корепина
Улица Корепина (до 1965 — Лабораторный переулок) — улица в Орджоникидзевском районе Екатеринбурга (микрорайон Эльмаш).
Первоначально носила название Лабораторный переулок. Первые 2-этажные дома из бруса № 5-15 сданы в 1946. 2-этажные шлакоблочные дома № 19—23 сданы в 1948—49 гг., 25—49 и 12—22 сданы в 1952—53 гг., 42—48 в 1957—58 гг., в эти годы выстроена городская больница № 23. В 1962—66 гг. — построены 4-этажные дома хрущевского типа. В 1965 г. названа в честь Петра Сергеевича Корепина (1923—1965 гг.) — инженера Турбомоторного завода, дружинника ДНД, погибшего при исполнении обязанностей по охране общественного порядка.
На улице Корепина расположено здание Уральского юридического института МВД РФ (с 1989 г.), спорткомплекс завода Уралэлектротяжмаш.